# NGC 2634
NGC 2634 је елиптична галаксија у сазвежђу Жирафа која се налази на NGC листи објеката дубоког неба.
Деклинација објекта је + 73° 58' 2" а ректасцензија 8h 48m 25,5s. Привидна величина (магнитуда) објекта NGC 2634 износи 11,8 а фотографска магнитуда 12,8. Налази се на удаљености од 43,925 милиона парсека од Сунца. NGC 2634 је још познат и под ознакама UGC 4581, MCG 12-9-15, CGCG 331-66, CGCG 332-13, PGC 24749.